# Маттава (Вашингтон)
Маттава (англ. Mattawa) — місто (англ. city) в США, в окрузі Грант штату Вашингтон. Населення — 3335 осіб (2020).

## Географія
Маттава розташована за координатами 46°44′11″ пн. ш. 119°54′8″ зх. д. / 46.73639° пн. ш. 119.90222° зх. д. (46.736448, -119.902340).  За даними Бюро перепису населення США в 2010 році місто мало площу 1,93 км², уся площа — суходіл.

## Демографія
Згідно з переписом 2010 року, у місті мешкало 4437 осіб у 791 домогосподарстві у складі 725 родин. Густота населення становила 2302 особи/км².  Було 843 помешкання (437/км²).
Расовий склад населення:
| - 45,0 % — білих - 1,1 % — корінних американців - 0,9 % — чорних або афроамериканців - 0,1 % — азіатів - 49,7 % — осіб інших рас |

До двох чи більше рас належало 3,4 %. Частка іспаномовних становила 95,7 % від усіх жителів.
За віковим діапазоном населення розподілялося таким чином: 42,0 % — особи молодші 18 років, 56,2 % — особи у віці 18—64 років, 1,8 % — особи у віці 65 років та старші. Медіана віку мешканця становила 22,0 року. На 100 осіб жіночої статі у місті припадало 125,9 чоловіків;  на 100 жінок у віці від 18 років та старших — 141,5 чоловіків також старших 18 років.
Середній дохід на одне домашнє господарство  становив 49 180 доларів США (медіана — 46 017), а середній дохід на одну сім'ю — 46 641 долар (медіана — 41 875). Медіана доходів становила 24 688 доларів для чоловіків та 18 362 долари для жінок. За межею бідності перебувало 21,3 % осіб, у тому числі 25,4 % дітей у віці до 18 років та 52,8 % осіб у віці 65 років та старших.
Цивільне працевлаштоване населення становило 1862 особи. Основні галузі зайнятості: сільське господарство, лісництво, риболовля — 79,0 %, освіта, охорона здоров'я та соціальна допомога — 4,3 %, роздрібна торгівля — 4,0 %.